# Wilmington (Massachusetts)
Wilmington es un pueblo ubicado en el condado de Middlesex en el estado estadounidense de Massachusetts. En el Censo de 2010 tenía una población de 22.325 habitantes y una densidad poblacional de 502,4 personas por km².

## Geografía
Wilmington se encuentra ubicado en las coordenadas 42°33′53″N 71°9′52″O / 42.56472, -71.16444. Según la Oficina del Censo de los Estados Unidos, Wilmington tiene una superficie total de 44.44 km², de la cual 43.97 km² corresponden a tierra firme y (1.04%) 0.46 km² es agua.

## Demografía
Según el censo de 2010, había 22.325 personas residiendo en Wilmington. La densidad de población era de 502,4 hab./km². De los 22.325 habitantes, Wilmington estaba compuesto por el 93.48% blancos, el 0.78% eran afroamericanos, el 0.08% eran amerindios, el 3.72% eran asiáticos, el 0.06% eran isleños del Pacífico, el 0.52% eran de otras razas y el 1.36% pertenecían a dos o más razas. Del total de la población el 1.81% eran hispanos o latinos de cualquier raza.